# Maia Barmettler
Maia Barmettler (Wolfenschiessen, 26 settembre 1981) è un'ex sciatrice alpina svizzera.

## Biografia
Attiva dal dicembre del 1996, la Barmettler esordì in Coppa Europa il 7 febbraio 1997 a Sankt Moritz in discesa libera (50ª); nel 2001 vinse la medaglia d'argento nello slalom speciale ai Mondiali juniores di Verbier ed esordì in Coppa del Mondo, il 9 dicembre a Sestriere nella medesima specialità senza completare la prova.
Nel massimo circuito internazionale disputò altre 3 gare, tutte slalom speciali (l'ultimo il 6 gennaio 2002 a Maribor), senza portarne a termine nessuna; il 2 febbraio 2002 conquistò nella medesima specialità l'unico podio in Coppa Europa, a Lenggries (2ª). Si ritirò durante la stagione 2003-2004 e la sua ultima gara fu uno slalom speciale FIS disputato il 25 febbraio a Beckenried, non completato dalla Barmettler; non prese parte a rassegne olimpiche o iridate.

## Palmarès

### Mondiali juniores
- 1 medaglia:
  - 1 argento (slalom speciale a Verbier 2001)

### Coppa Europa
- Miglior piazzamento in classifica generale: 30ª nel 2002
- 1 podio:
  - 1 secondo posto